# ガブリエーレ・ビアンキ
ガブリエーレ・ビアンキ（Gabriele Bianchi、1901年8月27日 - 1974年10月8日）は、イタリアの作曲家、指揮者、音楽教師。
ヴェローナに生まれ、ミラノで亡くなった。ヴェネツィア音楽院でジャン・フランチェスコ・マリピエロに師事。1955年からトリエステ音楽院の院長、1960年から1971年までヴェネツィア音楽院の院長を務めた。29歳の時に作曲した「管弦楽のための協奏曲」でヴェネツィア音楽ビエンナーレに参加した。